# Vadim Chernobrov

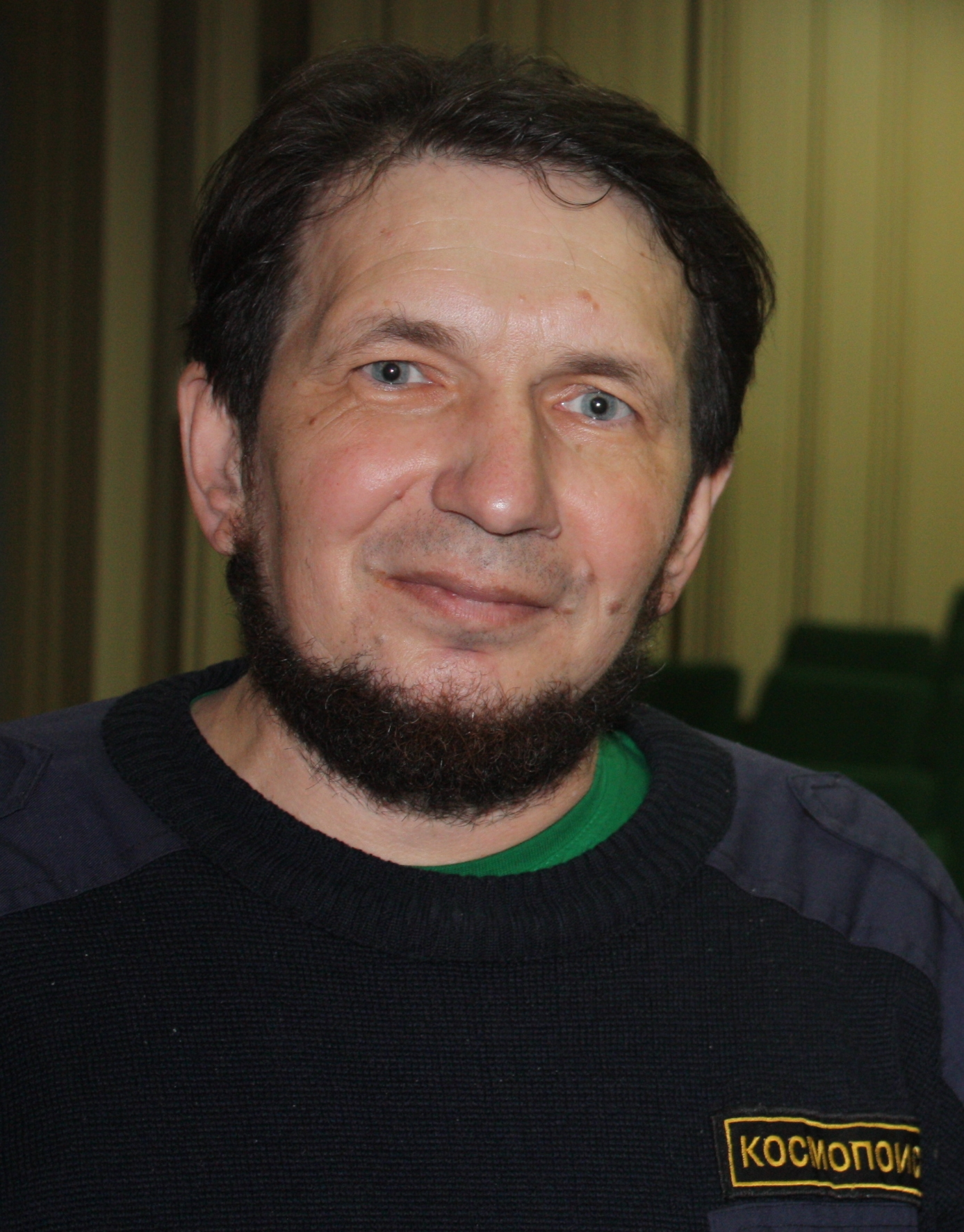
Em 2013

Vadim Alexandrovich Chernobrov (em russo:  Вадим Александрович Чернобров; Oblast de Volgogrado, 17 de junho de 1965 – Moscou, 18 de maio de 2017) foi um pesquisador de fenômenos anômalos e ufólogo russo, fundador e líder da organização Kosmopoisk, dedicada ao estudo da Ufologia e Criptozoologia. Ele era entusiasta de mistérios e também caçador de meteoritos.

## Máquina do tempo
Em 2003, ele alegou ter criado uma máquina do tempo funcional. Ele inicialmente fez experimentos com baratas e ratos, e as duas espécimes morreram. Depois de tentar com um cachorro chamado Lunar Rover, ele sobreviveu, porém demonstrou comportamento de raiva. Então Chernobrov e outros oito cientistas entraram na máquina e teriam viajado no tempo, notando-se uma mudança de 3% em relação ao tempo dos instrumentos presentes dentro da máquina. Nada aconteceu com os cientistas, exceto uma arritmia moderada. 